# Коргозеро (деревня)
Коргозеро — деревня в Вожегодском районе Вологодской области.
Входит в состав Бекетовского сельского поселения, с точки зрения административно-территориального деления — в Бекетовский сельсовет.
Расстояние по автодороге до районного центра Вожеги — 52 км, до центра муниципального образования Бекетовской — 22 км. Ближайшие населённые пункты — Бекетово, Неклюдиха, Губинская.
По переписи 2002 года население — 9 человек.